# Ordu (Provinz)
Ordu ist eine türkische Provinz im östlichen Bereich der türkischen Schwarzmeerküste. Hauptstadtbezirk der Großstadt ist Altınordu. Wegen des feuchten Klimas und reichlich fallenden Regens hat es eine sehr grüne Flora.
Die Bevölkerung betreibt traditionell Haselnussanbau, von dem der größte Teil exportiert wird. Aufgrund der bergigen Landschaft ist die Ernte eine sehr mühsame Arbeit.

## Geographie
Die Provinz ist 5861 km² groß und liegt am Pontischen Gebirge. Sie hat 775.800 Einwohner (Stand 2024). Das entspricht einer Bevölkerungsdichte von 132 Einwohner/km².
In der Provinz liegt der 3820 Meter lange, an der Küstenstraße E 10 gelegene Nefise-Akçelik Tüneli.

## Verwaltungsgliederung
Ordu ist seit 2012 eine Großstadt (Büyükşehir belediyesi). Nach einer Verwaltungsreform 2013 ist das Gebiet der Großstadt mit dem der Provinz identisch, in jedem der İlçe (untergeordnete staatliche Verwaltungsbezirke) besteht eine namensgleiche Kommune, die jeweils dessen gesamtes Gebiet umfasst und die der Großstadtgemeinde zugeordnet ist. Alle anderen Gemeinden (Belediye) und alle Dörfer (Köy) in den İlçes wurden aufgelöst, die ehemaligen Bürgermeister (Belediye Başkan) der Kommunen (Belediye) wurden auf den Rang eines Muhtars heruntergestuft und ihr Gebiet der jeweiligen Zentralgemeinde des İlçe als Mahalle (Stadtviertel) zugeschlagen. Der Gouverneur der Provinz (Vali) ist seitdem ein reiner Staatsbeamter, die Zuständigkeiten der früheren Provinzversammlung (İl meclisi), die unter seinem Vorsitz tagte, wurden auf die Großstadtkommune übertragen. Die 20 staatlichen İlçe und die entsprechenden Gemeinden sind:
| Kreis- code 1   | Landkreis İlçe  | Fläche 2 (km²) | Bevölkerung am 31.12.2020 3 | Bevölkerung am 31.12.2020 3 | Bevölkerung am 31.12.2020 3 | Anzahl der Mahalle | Bevölke rungs dichte (Einw./km²) | Sex Ratio 4 Frauen auf 1000 Männer | Grün- dungs datum 5, 6 |
| Kreis- code 1   | Landkreis İlçe  | Fläche 2 (km²) | Gesamt                      | männlich                    | weiblich                    | Anzahl der Mahalle | Bevölke rungs dichte (Einw./km²) | Sex Ratio 4 Frauen auf 1000 Männer | Grün- dungs datum 5, 6 |
| --------------- | --------------- | -------------- | --------------------------- | --------------------------- | --------------------------- | ------------------ | -------------------------------- | ---------------------------------- | ---------------------- |
| 1119            | Akkuş           | 697            | 22.118                      | 11.439                      | 10.679                      | 44                 | 31,7                             | 934                                | 1954                   |
| 2103            | Altınordu       | 410            | 229.214                     | 109.603                     | 114.497                     | 32                 | 546,6                            | 1045                               | 2013                   |
| 1158            | Aybastı         | 250            | 22.326                      | 11.081                      | 11.245                      | 21                 | 89,3                             | 1015                               | 1059                   |
| 1891            | Çamaş           | 81             | 8.643                       | 4.378                       | 4.265                       | 23                 | 106,7                            | 974                                | 1990                   |
| 1897            | Çatalpınar      | 101            | 13.658                      | 6.859                       | 6.799                       | 23                 | 135,2                            | 991                                | 1990                   |
| 1900            | Çaybaşı         | 102            | 12.398                      | 6.315                       | 6.083                       | 26                 | 121,6                            | 963                                | 1990                   |
| 1328            | Fatsa           | 363            | 123.008                     | 61.084                      | 61.924                      | 89                 | 338,9                            | 1014                               |                        |
| 1358            | Gölköy          | 421            | 28.084                      | 14.218                      | 13.866                      | 30                 | 66,7                             | 975                                | 1936                   |
| 1795            | Gülyalı         | 62             | 8.244                       | 4.116                       | 4.128                       | 13                 | 133,0                            | 1003                               | 1987                   |
| 1797            | Gürgentepe      | 185            | 13.496                      | 6.829                       | 6.667                       | 23                 | 73,0                             | 976                                | 1987                   |
| 1947            | İkizce          | 148            | 14.126                      | 7.267                       | 6.859                       | 32                 | 95,5                             | 944                                | 1990                   |
| 1950            | Kabadüz         | 290            | 8.275                       | 4.452                       | 3.823                       | 19                 | 28,5                             | 859                                | 1990                   |
| 1951            | Kabataş         | 74             | 10.439                      | 5.223                       | 5.216                       | 18                 | 141,1                            | 999                                | 1990                   |
| 1482            | Korgan          | 254            | 28.520                      | 14.503                      | 14.017                      | 29                 | 112,3                            | 967                                | 1960                   |
| 1493            | Kumru           | 296            | 29.828                      | 14.974                      | 14.854                      | 40                 | 100,8                            | 992                                | 1960                   |
| 1525            | Mesudiye        | 1.046          | 14.489                      | 7.508                       | 6.981                       | 70                 | 13,9                             | 930                                |                        |
| 1573            | Perşembe        | 217            | 30.997                      | 16.053                      | 14.944                      | 54                 | 142,8                            | 931                                | 1945                   |
| 1696            | Ulubey          | 295            | 18.187                      | 9.322                       | 8.865                       | 41                 | 61,7                             | 951                                | 1958                   |
| 1706            | Ünye            | 569            | 130.464                     | 64.807                      | 65.657                      | 85                 | 229,3                            | 1013                               |                        |
| PROVINZ 52 Ordu | PROVINZ 52 Ordu | 5861           | 761.400                     | 380.031                     | 381.369                     | 772                | 129,9                            | 1004                               |                        |

## Bevölkerung

### Volkszählungsergebnisse
Nachfolgende Tabellen geben den bei den 15 Volkszählungen dokumentierten Einwohnerstand der Provinz Ordu wieder. Die Werte der linken Tabelle entstammen E-Books (der Originaldokumente) entnommen, die Werte der rechten Tabelle basieren aus der Datenabfrage des Türkischen Statistikinstituts TÜIK

| Jahr | Bevölkerung am Zensustag | Bevölkerung am Zensustag | jährl. Wachs- tumsrate in % | R a n g |
| Jahr | Türkei                   | Provinz Ordu             | Provinz Ordu                | R a n g |
| ---- | ------------------------ | ------------------------ | --------------------------- | ------- |
| 1927 | 13.648.270               | 201.302                  |                             |         |
| 1935 | 16.158.018               | 283.054                  | 5,08                        |         |
| 1940 | 17.820.950               | 305.017                  | 1,55                        | 23      |
| 1945 | 18.790.174               | 333.008                  | 1,84                        | 22      |
| 1950 | 20.947.188               | 373.028                  | 2,40                        | 21      |
| 1955 | 24.064.763               | 407.687                  | 1,86                        | 17      |
| 1960 | 27.754.820               | 469.379                  | 3,03                        | 16      |

| Jahr | Bevölkerung am Zensustag | Bevölkerung am Zensustag | jährl. Wachs- tumsrate in % | R a n g |
| Jahr | Türkei                   | Provinz Ordu             | Provinz Ordu                | R a n g |
| ---- | ------------------------ | ------------------------ | --------------------------- | ------- |
| 1965 | 31.391.421               | 543.863                  | 3,17                        | 15      |
| 1970 | 35.605.176               | 608.721                  | 2,39                        | 15      |
| 1975 | 40.347.719               | 664.290                  | 1,83                        | 20      |
| 1980 | 44.736.957               | 713.535                  | 1,48                        | 21      |
| 1985 | 50.664.458               | 763.857                  | 1,41                        | 22      |
| 1990 | 56.473.035               | 830.105                  | 1,73                        | 21      |
| 2000 | 67.803.927               | 887.765                  | 0,69                        | 22      |

Anzahl der Provinzen bezogen auf die Censusjahre:
- 1927, 1940 bis 1950: 63 Provinzen
- 1935: 57 Provinzen
- 1955: 67 Provinzen
- 1960 bis 1985: 73 Provinzen
- 1990: 73 Provinzen
- 2000: 81 Provinzen

## Persönlichkeiten
- Hekimoğlu († 1913), Rebell im 19. Jahrhundert
- İsmail Kılıç Kökten (1904–1974), Archäologe
- Fikri Sönmez (1938–1985), Politiker
- Kadir İnanır (* 1949), Schauspieler
- Soner Arıca (* 1966), Sänger
- Alper Efe Pazar (* 2005), Fußballspieler